# Borlinghausen
Borlinghausen ist ein Dorf mit 421 Einwohnern in Nordrhein-Westfalen, Deutschland und gehört zur Stadt Willebadessen, Kreis Höxter im Regierungsbezirk Detmold.

## Geographie
Der Ort befindet sich im Naturpark Teutoburger Wald/Eggegebirge in Ostwestfalen-Lippe.

## Geschichte

### Ursprung
Borlinghausen wird zum ersten Mal in einer Urkunde vom 8. Dezember 1065 unter dem Namen Burchartinchusen erwähnt. König Heinrich IV. schenkte 1065 seinem ehemaligen Lehrer, dem Erzbischof Adalbert von Hamburg-Bremen, einen Forst „Herescephe (Herrschaft)“ im Gau Engern. In der genannten Urkunde wird als dessen Grenze angegeben: „Von der Mündung der Ambrinna (Emmer) das Ufer der Wisera (Weser) hoch bis zur Mündung der Dimila (Diemel) und von der Dimila aufwärts bis zum Dorf Scerna (Scherfede) und von dort aus durch die nach Norden verlaufende Linie der Dörfer Burchartinchusen (Borlinghausen), Wilbvtissun (Willebadessen), Altinherise (Altenheerse), Langineissina (Langeneissen), Dringin (Dringen), Tutenhusun (Donhausen), Eumissum und Bellictors bis zur Ambrinna (Emmer) und diesen Fluss hinunter bis zur Wisera.“
Burchartinchusen heißt so viel wie „bei den Häusern des Burchard“. Burchard war ein althochdeutscher Männername und bedeutet „der zum Bergen oder Schützen Kühne“. Er war der Gründer und Grundherr der Siedlung, unter der man sich einen Einzelhof oder eine Sippensiedlung aus drei bis vier Höfen vorstellen kann.
Im Laufe der Zeit änderte sich der Name in Burchartinghusen (1102), Burchardinchuson (1120), Borgardinchusen (1232), Borninghusen (1584), Bornighusen, Borlinghusen und zuletzt Borlinghausen, mundartlich „Burnechousen“.
Obwohl Borlinghausen erstmals 1065 genannt wird, dürfte sein Ursprung in der sächsischen Zeit zwischen 500 und 800 liegen, in der es den westlichen Teil der „Mark Löwen“ bildete. In diesem Zeitraum entstanden die meisten Orte mit der Endung „hausen“. Die Mark Löwen wiederum gehörte zum Hessisch-Sächsischen Gau.

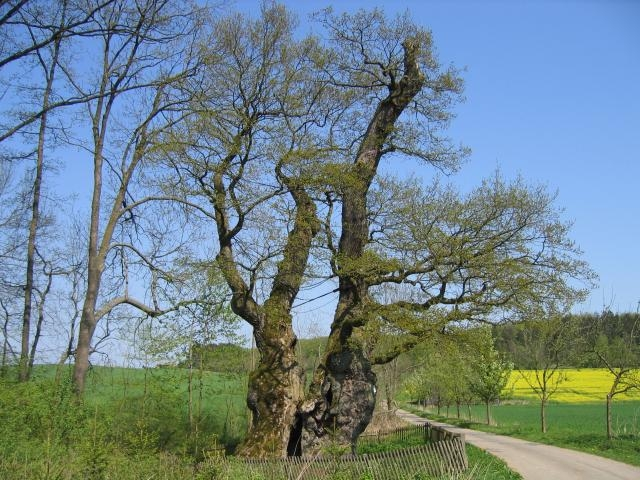
Tausendjährige Rieseneiche

Kaiser Karl der Große eroberte Sachsen in den Jahren 772 bis 804. Die bisherigen Gaue wurden einem Grafen unterstellt und hießen seitdem „Grafschaften“. Der Kaiser beanspruchte die Oberhoheit über die Marken und die Macht der Gaugrafen nahm zu deren Lasten immer mehr zu. Die Sachsen wurden von Karl dem Großen gezwungen, den christlichen Glauben anzunehmen und sich taufen zu lassen.
Um 1000 herrschte Dodiko von Warburg über den sächsischen Hessengau. Als sein einziger Sohn tödlich verunglückt war, schenkte er diese Grafschaft dem Paderborner Bischof Meinwerk (1009–1036). Kaiser Heinrich II. genehmigte die Schenkung. Damit war Borlinghausen für fast 800 Jahre, bis zum Jahr 1803 und der Säkularisation an Preußen, Teil des „Hochstifts Paderborn“ und seines Fürstbischofs.

### 500 Jahre unter der Herrschaft der Familie von Spiegel
1338 ließ sich Ritter Johann von Spiegel im Gebiet Borlinghausens nieder und begründete die dortige Herrschaft derer von Spiegel. Wahrscheinlich baute er sich ein Haus in den Wällen der alten Volksburg im Eggegebirge am sogenannten Burgweg.
1376 hatte ein Ritter von Eppe das Gut Borlinghausen als Lehen des Grafen von Waldeck in Besitz. Ein Viertel des Gutes gehörte Gyr von Calenberg.
Im Jahr 1411 belehnten die Grafen von Waldeck den Ritter Gerd von Spiegel zu Peckelsheim mit Dorf, Burg und Kirchlehen in Borlinghausen. Die Borlinghausener Linie der Spiegel war ausgestorben.

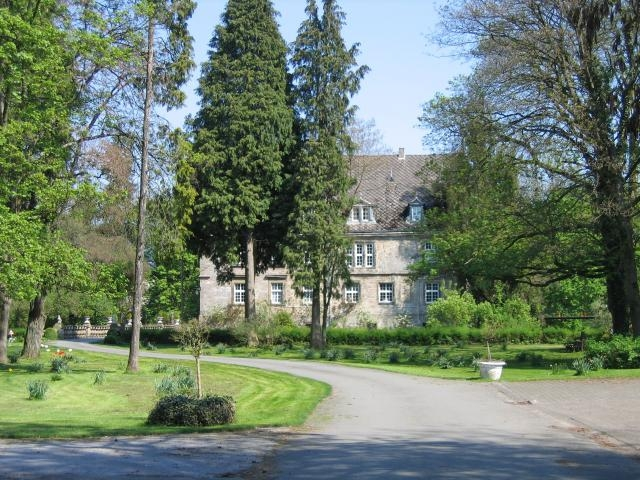
Wasserschloss Borlinghausen

Johann von Spiegel zu Peckelsheim, Erbmarschall des Hochstifts Paderborn, hinterließ nach seinem Tod 1559 seinen Söhnen Georg, Werner, Raban und David Schweckhausen, Borlinghausen, Holtheim und Ikenhausen, dazu Höfe, Hufen, Zehnten und andere Rechte in Peckelsheim, Drankhausen, Willegassen, Löwen und Körbecke. Im Jahr 1577 wurde unter den Söhnen das Erbe geteilt. Borlinghausen ging an Werner von Spiegel, der bereits 1567 Nachfolger seines Vaters als Erbmarschall des Fürstbischofs von Paderborn geworden war. 1587 wurde der Bau des Wasserschlosses in Borlinghausen durch ihn beendet. Werner von Spiegel starb 1594 und wurde von seinem unmündigen Sohn Johann von Spiegel beerbt.
Im Jahr 1755 gründete der Erbmarschall Johann Heinrich von Spiegel, ein früherer Offizier in Diensten´des Herzogtums Braunschweig, den Borlinghausener Schützenverein. Das Rittergut Borlinghausen erbte 1789 sein einziger Sohn Karl Franz Theodor von Spiegel.
Im Frieden von Tilsit am 9. Juli 1807 musste Preußen alle seine Gebiete westlich der Elbe an den französischen Kaiser Napoleon Bonaparte abtreten. Er bildete aus diesen und weiteren Gebieten das Königreich Westphalen und übergab es seinem jüngsten Bruder, dem 26-jährigen Jérôme Bonaparte, der damit von Schloss Wilhelmshöhe bei Kassel aus auch über Borlinghausen herrschte. Der Freiherr von Spiegel-Borlinghausen wurde Kammerherr bei ihm, sein Sohn 1813 Hauptmann in seiner Armee. An der Spitze der Gemeinden wurde ein „Maire“ gestellt, in Borlinghausen war dies der Freiherr von Spiegel. Borlinghausen gehörte nun zum Kanton Peckelsheim, Distrikt Höxter, Departement der Fulda. Nach der Völkerschlacht bei Leipzig vom 16. bis 19. Oktober 1813 mussten die Franzosen fliehen.
1816 kam Borlinghausen zum neuen Kreis Warburg, in dem es zum Amt Peckelsheim gehörte. 1822 erbte Karl Josef von Spiegel das Gut Borlinghausen und hinterließ es 1832 seinem einzigen Kind Marie Louise. Diese heiratete 1835 Franz Karl Freiherr von Elmendorff und verkaufte 1839 Borlinghausen an den protestantischen Bankier Bierbaum aus Braunschweig, der ihr sieben Jahre zuvor 44.000 Taler geliehen hatte, um ihre Mutter und ihren Onkel auszahlen zu können. Damit war die Linie derer von Spiegel nach fünf Jahrhunderten in Borlinghausen erloschen.

### Borlinghausen seit 1839
Der Bankier Bierbaum schenkte das Gut seinem ältesten Sohn Julius, der 1847 für seine Ehefrau auf dem Kamm des Eggegebirges 431 m über NN einen Wart- und Aussichtsturm errichten ließ, der noch heute den Namen „Bierbaums Nagel“ trägt. Von hier aus konnte sie bei klarem Wetter den Herkules, das Wahrzeichen ihrer Geburtsstadt Kassel, sehen.
Im Jahr 1856 wurde in Dortmund die Gesellschaft „Teutonia“ gegründet, um im Raum Borlinghausen nach Eisenerz zu graben und es dort zu verhütten. So entstand nördlich von Borlinghausen im selben Jahr die Siedlung „Teutonia“. Der angrenzende Teutoniawald ist heute ein EG-Vogelschutzgebiet.

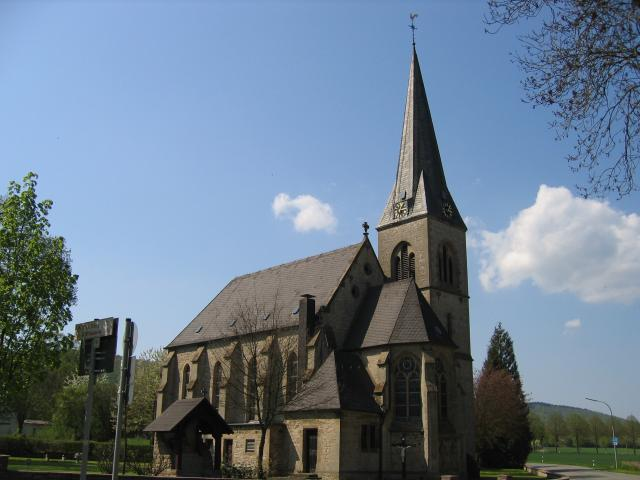
Die katholische Kirche „St. Maria Hilfe der Christen“

1860 verkaufte Julius Bierbaum das Gut Borlinghausen an Oswald Freiherr von Wendt, einen ehemaligen katholischen Oberstleutnant in der Österreichisch-Ungarischen Armee, der von 1869 bis 1872 die Borlinghausener Kirche „St. Maria Hilfe der Christen“ erbauen ließ. Über dem Eingangsportal der Kirche sieht man das Wappen des Freiherrn von Wendt, drei Helme. Das vierstimmige Geläut gossen Joseph Edelbrock und sein Sohn Rudolf aus Gescher. Im Jahr 1877 starb Oswald Freiherr von Wendt unvermählt. Seine Schwester Leonia Gräfin von Marchant und Ansembourg zu Neuburg in Holland, die 1837 Oscar Laurent de Marchant et d’Ansembourg geheiratet hatte, erbte das Gut. Sie überließ es 1880 ihrer Tochter Marie, die mit dem Grafen Franz zu Stolberg-Stolberg aus Westheim (Westfalen) verheiratet war. Dieser ließ 1892 die Grabplatten Werner von Spiegels und seiner Ehefrau Katharina von Kanne in die Ostwand der Kirche einmauern.
Am 1. Dezember 1910 hat Borlinghausen 287 Einwohner.
Nach dem Tod des Grafen Franz zu Stolberg-Stolberg im Jahr 1912 verkaufte sein Sohn Josef das Gut Borlinghausen an Berta Freifrau von Fürstenberg, Ehefrau des Paul Freiherren von Fürstenberg aus Körtlinghausen, eine Tochter des langjährigen Reichstagspräsidenten (1898–1907) Franz Xaver Graf von Ballestrem.
In den Ersten Weltkrieg von 1914 bis 1918 zogen 63 Borlinghausener Bürger, von denen 22 aktiv gedient hatten. 13 von ihnen kamen in diesem Krieg ums Leben.
1926 kaufte Klemens Reichsfreiherr von Weichs zur Wenne Schloss und Gut Borlinghausen. Er war verheiratet mit Maria Gräfin von Galen, einer Nichte des Münsteraner Kardinals Clemens August Graf von Galen (1878 bis 1946), dem „Löwen von Münster“. Die Freiherren von Weichs leben noch heute in dem Wasserschloss, eine weitverzweigte Familie, zu deren Verwandtschaft bedeutende Geschlechter aus Rheinland und Westfalen (Beverförde, Brühl, Hobe, Fürstenberg, Löwenstein-Wertheim, Lüninck, Nesselrode, Spies von Büllesheim, Wolff-Metternich, Unger, Ziegesar) gehören, hat hier ihr Zentrum.
In den Zweiten Weltkrieg von 1939 bis 1945 wurden 88 Soldaten aus Borlinghausen eingezogen, von denen 23 fielen und fünf für immer vermisst blieben.
Im Jahr 1965 feierte Borlinghausen seine erste urkundliche Erwähnung vor 900 Jahren.
Im Jahr 2015 feierten die Borlinghauser Bürger das 950-jährige Bestehen ihres Dorfes im Rahmen des Schützenfestes.

## Eingemeindung
Am 1. Januar 1975 wurde Borlinghausen im Zuge der Gemeindereform durch das Sauerland/Paderborn-Gesetz ein Teil der Stadt Willebadessen und kam dadurch zum Kreis Höxter.

## Religion
Die Mitglieder der römisch-katholischen Kirche in Borlinghausen werden vom Pastoralverbund Willebadessen-Peckelsheim betreut.
Die Mitglieder der evangelischen Kirche in Borlinghausen werden von der  Ev. Kirchengemeinde in Scherfede-Rimbeck betreut.

## Kultur und Sehenswürdigkeiten

### Bauwerke

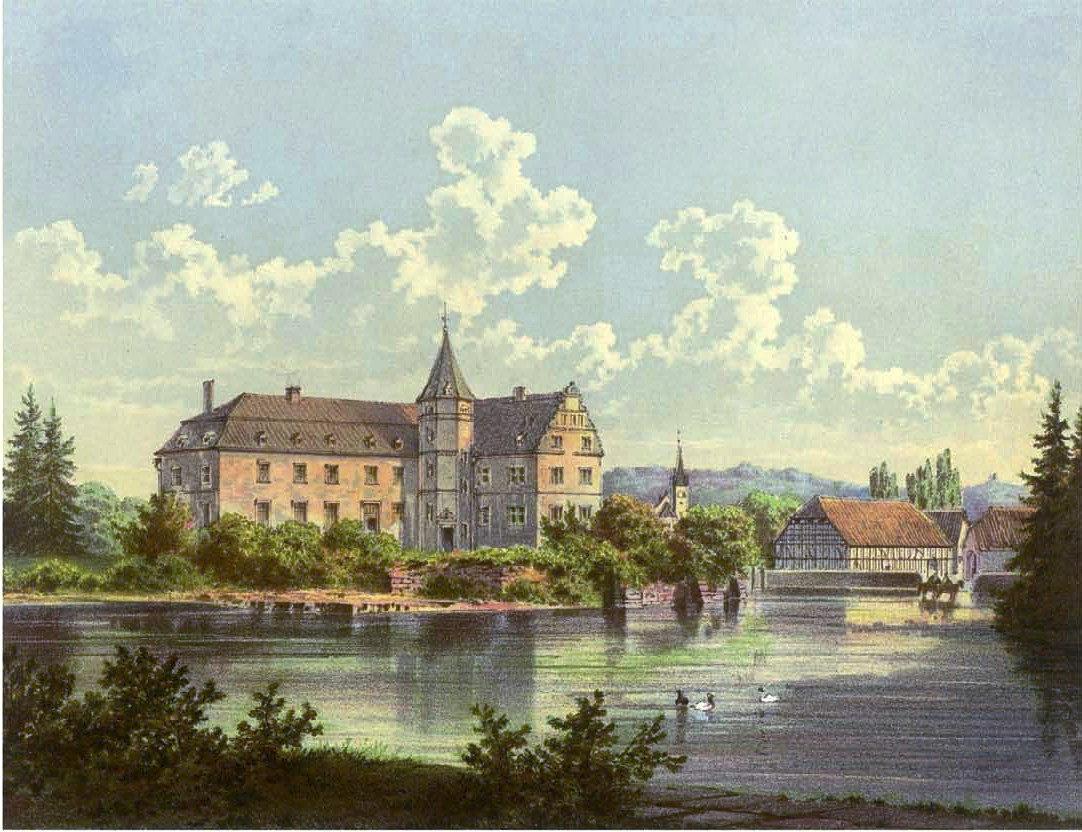
Schloss Borlinghausen um 1860, Sammlung Alexander Duncker

In der Liste der Baudenkmäler in Willebadessen sind für Borlinghausen vier Baudenkmale aufgeführt, darunter:
- Wasserschloss Borlinghausen (erbaut 1587 von Werner von Spiegel im Weserrenaissancestil)
- Kirche St. Maria Hilfe der Christen (erbaut 1872 von Oswald Freiherr von Wendt)
- Aussichtsturm „Bierbaums Nagel“ auf dem Kamm des Eggegebirges (erbaut 1847)

### Naturdenkmäler
- Tausendjährige Rieseneiche beim Längenberg auf dem Weg von Borlinghausen nach Peckelsheim mit einem Brustumfang von 10,35 m[3], im Volksmund „Dicke Eiche“ genannt (nach einer Legende von Karl dem Großen gepflanzt)
- Teutonia-Klippen am Rand des Eggegebirges

### Vereine
Borlinghausen zählt zurzeit neun Vereine:
- Tennisclub “Egge Borlinghausen 1973” e. V., gegründet am 19. Juli 1973
- Schützenverein Borlinghausen e. V.
- Sportverein Borlinghausen e. V., gegründet am 27. November 1976
- Löschgruppe Borlinghausen, gegründet am 4. Oktober 1927
- Jugendfeuerwehr Borlinghausen, gegründet am 1. April 1980
- Ortsgruppe der Katholischen Landjugendbewegung Deutschlands e. V.
- Eggegebirgsverein Borlinghausen e. V., 1908 gegründet. Er ist eine Abteilung des Eggegebirgsverein
- Katholische Frauengemeinschaft (kfd) Borlinghausen, eine kfd-Gemeinschaft im Diözesanverband Paderborn
- Bürgerverein Borlinghausen e. V.